# Îlot de la Fourmigue
Pour les articles homonymes, voir Fourmigue.
L'îlot de la Fourmigue, anciennement la Fournique ou la Fournigue, est une petite île de France située dans la mer Méditerranée, au large du Lavandou et du cap Bénat, entre l'île du Levant et le massif des Maures.

## Présentation
L'îlot n'est pas habité. C'est un rocher dans la baie du Lavandou à environ 3 kilomètres de la station balnéaire, à 1,8 kilomètre au nord-est du cap Bénat. Il est équipé d'une balise automatique destinée à le signaler pour éviter les naufrages tels celui du Spahis, un vapeur de 53 mètres de longueur le 9 octobre 1887. Cette épave, au sud-ouest de l'îlot, est un site fréquenté de plongée sous-marine.

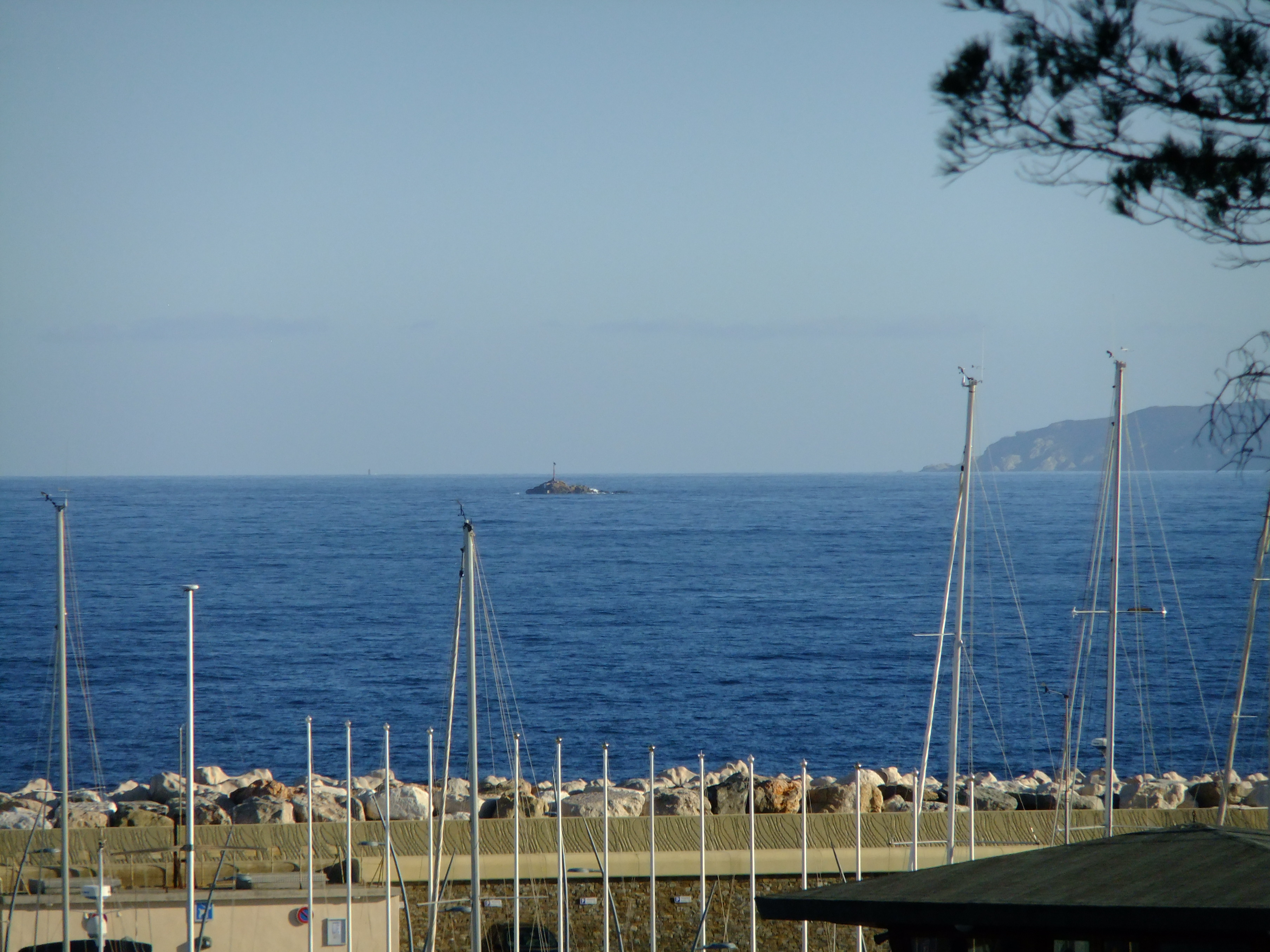
L'îlot de la fourmigue vu depuis le port de La Favière à Bormes-les-Mimosas.